# Luisenburg-Felsenlabyrinth

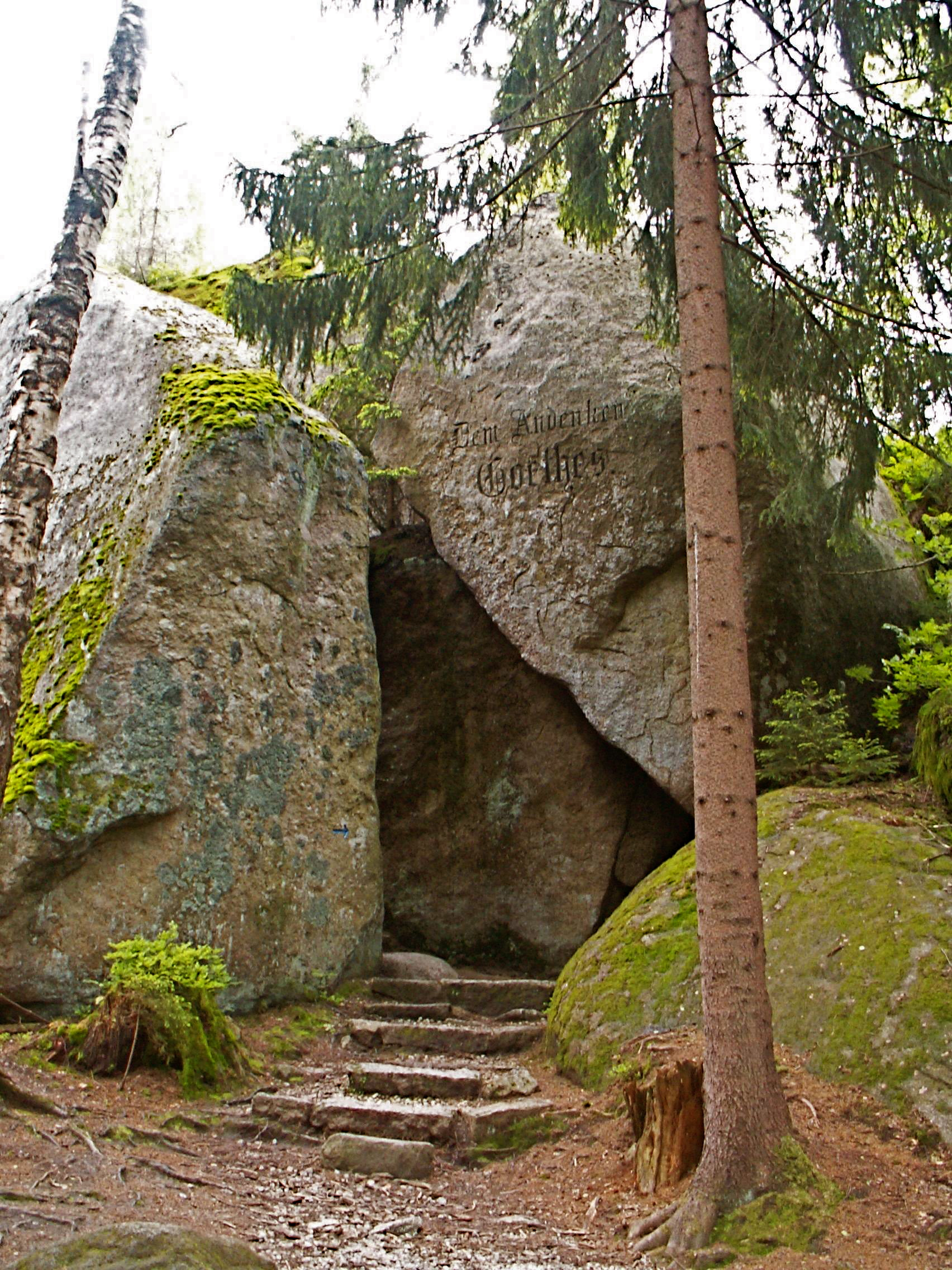
Goethefelsen

Das Luisenburg-Felsenlabyrinth ist ein Felsenmeer aus Granitblöcken mit Ausmaßen von mehreren Metern und Teil des Naturschutzgebietes Großes Labyrinth bei Wunsiedel. Für seine Entstehung wurden lange Zeit katastrophale Ereignisse wie z. B. Erdbeben angenommen. Heute weiß man, dass vielmehr die über geologische Zeiträume andauernden Vorgänge von Verwitterung und Erosion für die Bildung des Felsenlabyrinths verantwortlich sind.
Goethe erkannte dies, als er 1820 schrieb:
„Die ungeheure Größe der, ohne Spur von Ordnung und Richtung, über einander gestürzten Granitmassen gibt einen Anblick, dessen Gleichen mir auf allen Wanderungen niemals wieder vorgekommen, und es ist niemanden zu verargen der, um diese, Erstaunen, Schrecken und Graun erregenden chaotischen Zustände zu erklären, Fluten und Wolkenbrüche, Sturm und Erdbeben, Vulkane, und was nur sonst die Natur gewaltsam aufregen mag, hier zu Hülfe ruft. Bei näherer Betrachtung jedoch, und bei gründlicher Kenntnis dessen was die Natur, ruhig und langsam wirkend, auch wohl Außerordentliches vermag, bot sich uns eine Auflösung dieses Rätsels dar (…).“
Die gut gerundeten Formen der einzelnen Blöcke entstanden durch Wollsackverwitterung im tropischen, feuchtwarmen Klima des Tertiärs. Erosionsbedingt wurden sie im Lauf der Zeit herauspräpariert, in ihrer Lage instabil und begannen sich zu verlagern. Daraus ergaben sich die wildromantischen Wege durch enge Spalten und steile Treppen.

## Erschließung

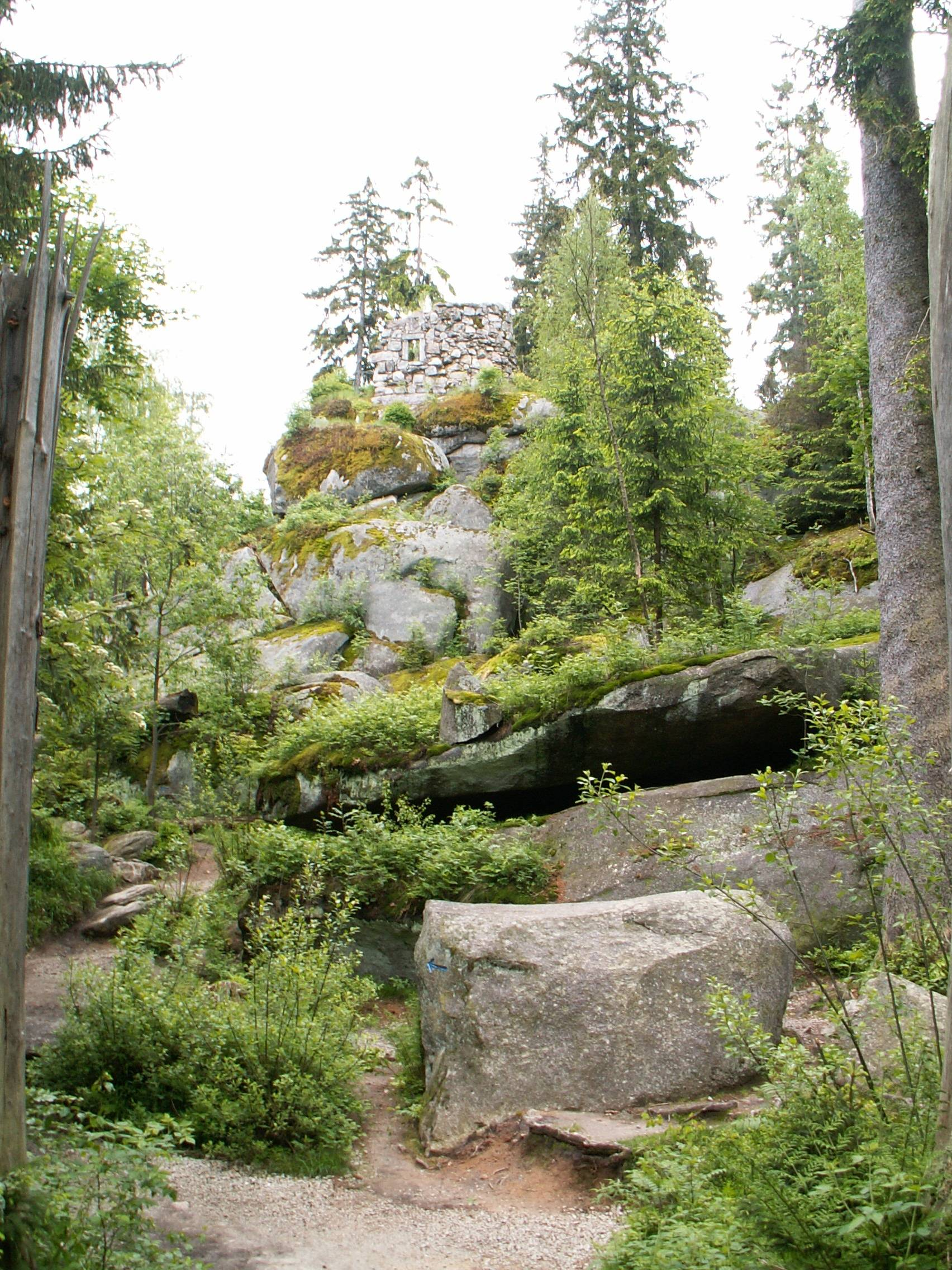
Scheinruine (dort war nie ein Haus) oberhalb des Prinz-Ludwig-Platzes

Das nach der Königin Luise benannte Blockmeer ist bereits seit dem 18. Jahrhundert touristisch erschlossen und heute auch bekannt durch die von den Felsen eingerahmte Naturbühne  sowie die jährlich dort stattfindenden Luisenburg-Festspiele.
Der Gedanke an eine Erschließung wurde durch die in Wunsiedel 1784 ins Leben gerufene Gesellschaft zur Aufklärung vaterländischer Geschichte, Sitte und Rechte merklich beeinflusst. Bürger des Ortes gingen um 1790 daran, das Felsengebiet als Landschaftsgarten zu gestalten. Die erste Ausbauphase dauerte bis etwa zum Jahre 1800 und brachte die Namensgebung Luxburg in Erinnerung an den Burgstall Lugsburg mit sich. Besucher der Anlage mussten sich bücken oder gar kriechen, wollten sie die landschaftliche Schönheit erkunden. Für die Adeligen der damaligen Zeit waren dies seltene Körperhaltungen, die bei manchen einen zusätzlichen Reiz entfalteten. Die preußische Königin besuchte mit ihrem Mann Friedrich Wilhelm III. 1805 das ursprüngliche Naturwunder und berichtete ganz begeistert ihrem Sohn von diesem Erlebnis. Eine zweite Ausbauphase setzte zwischen 1811 und 1815 ein. Die Luisenburg entwickelte sich so zu einem Kleinod bürgerlicher Kultur und Landschaftsarchitektur.
Das Gelände wurde 1794 zur Aufführung des Singspiels Die kleine Ährenleserin von Johann Adam Hiller und Christian Felix Weiße benutzt.

## Heute
Das Felsenlabyrinth ist ein beliebtes Ausflugsziel und kann mit festem Schuhwerk erkundet werden. Auch Kinder haben an der Krabbelei und Kletterei ihre Freude.
Im Jahr 2002 wurde das Felsenlabyrinth vom Bayerischen Umweltministerium mit dem offiziellen Gütesiegel Bayerns schönste Geotope ausgezeichnet.
Im Jahr 2006 erfolgte die Aufnahme in die Liste der 77 ausgezeichneten Nationalen Geotope Deutschlands.
Das Granit-Blockfeld ist vom Bayerischen Landesamt für Umwelt als besonders wertvolles Geotop (Geotop-Nummer: 479R011) ausgewiesen.
Die Anlage wird von der Stadtverwaltung Wunsiedel (Stadtförster) betreut und gepflegt. Diese erhebt für das Felsenlabyrinth einen Eintrittspreis, der für die Pflege und Erhaltung des Naturdenkmales aufgewendet wird.